# Graham McPherson
Graham "Suggs" McPherson (ur. 13 stycznia 1961 w Hastings) – angielski piosenkarz, kompozytor, aktor, prezenter telewizyjny i radiowy. Najbardziej znany jest jako wokalista, autor tekstów i kompozytor brytyjskiego zespołu ska – pop-rockowego Madness.

## Życiorys
Jest wokalistą Madness nieprzerwanie od 1978 roku, uczestniczył w nagraniach wszystkich płyt grupy.
W 1985 roku razem z członkiem macierzystego zespołu Cathalem Smythem założył projekt The Fink Brothers który wydał singiel Mutants in Mega-City One.
W 1988 roku po rozpadzie Madness, razem z trzema jego członkami Cathalem Smythem, Lee Thompsonem i Chrisem Foremanem utworzyli zespół The Madness, który wydał album pod tym samym tytułem. Zespół nie osiągnął sukcesu, wkrótce potem rozpadał się.
Pierwszym wydawnictwem sygnowanym pseudonimem Suggs był wydany w 1995 roku przez Warner Bros. Records The Lone Ranger. Producentami albumu były gwiazdy reggae Sly & Robbie. Płyta odniosła sukces komercyjny. Jeden z singli pochodzący z tego albumu Cecilia (z repertuaru Simona & Garfunkela)uplasował się na 4. pozycji brytyjskiej listy przebojów, a sam album zajął ostatecznie pozycję 14.
W 1997 roku nagrał piosenkę Blue Day razem z zawodnikami angielskiego klubu piłkarskiego Chelsea F.C. Była ona oficjalnym hymnem zespołu na Pucharu Anglii (F.A. Cup).
W 1998 roku nagrał dla Warner Rec. drugi solowy album The Three Pyramids Club. Singiel I Am pochodzący z tego albumu promował film Rewolwer i melonik.
Przy obu albumach solowych współpracował z Rico Rodriguezem, znanym muzykiem ska i reggae.
W 1992 roku Madness reaktywował się z Suggsem na wokalu. Razem z Madness wystąpił w Polsce 4 sierpnia 2009 r. na Open’er Festival w Gdyni.

## Dyskografia solowa

### Albumy solowe
- The Lone Ranger (1995)
- The Three Pyramids Club (1998)
- The Platinum Collection (2007)

### Single
- I'm Only Sleeping (1995)
- Camden Town (1995)
- The Christmas E.P. - The Tune (1995)
- The Tune (1995) – singiel promocyjny
- Sleigh Ride (1995) – singiel promocyjny
- Cecilia (1996)
- No More Alcohol (1996)
- Blue Day (1997)
- I Am (1998)